# Fox Sports Mexico
A Fox Sports México é um canal de televisão a cabo voltado para transmissão de eventos esportivos 24 horas por dia. Começou em 1995 como um canal extra da Fox Broadcasting Company Latinoamérica que oferecia as melhores partidas da Liga Nacional de Futebol Americano. Isso durou até o ano de 1996, quando a Fox Latin American Channels comprou o canal esportivo chamado Prime Deportiva. Em seguida, mudou o nome para Fox Sports Américas.

## Canais do Fox Sports México
No México os canais são divididos por diversos modelos de canais:
- Fox Sports
- Fox Sports 2 - Sinal somente liberado para a transmissão de determinados eventos que completam a programação do Fox Sports. Anteriormente conhecido como Fox Sports +.
- Fox Sports 3 - Anteriormente conhecido como Speed.
- Fox Sports Premium

## Lista de programas
- Agenda Fox Sports
- Fox Gol
- Fox Impacto NFL
- Lo Mejor de Fox Sports
- Tuzoccer (Pachuca Club de Fútbol)
- La Última Palabra
- El Show de la Fórmula 1
- Expediente Fútbol
- Fox Fit
- Central Fox
- El show de la CONCACAF Liga de Campeones
- Fox Sports Radio
- NET: Nunca es Tarde
- WWE Saturday Night
- Fox Fight Club

## Lista de competições
- Bundesliga
- UEFA Europa League
- UEFA Europa Conference League
- CONCACAF Champions League
- Liga da CONCACAF
- Liga MX
- Liga MX Feminina
- Fórmula 1
- MLB
- NFL
- WWE
- Ultimate Fighting Championship (exceto eventos PPV)
- Fórmula 2
- Fórmula 3
- Fórmula E
- Porsche Supercup
- FIA World Endurance Championship
- IMSA SportsCar Championship
- European Le Mans Series (resumo)
- Rally América
- NASCAR Cup Series
- NASCAR Xfinity Series
- NASCAR Truck Series

## Lista de apresentadores
- Ernesto del Valle
- Fabián Estay
- Fernando Von Rossum de la Vega
- Gustavo Mendoza
- Jean Duverger
- Luis Mario Sauret
- Marlon Gerson
- Raúl Orvañanos
- Santiago Puente